# Tylochromis
Tylochromis (Gr.: „tylos“ = Hornhaut + „chromis“ = alte Bezeichnung für Buntbarsche) ist eine Gattung aus der Familie der Buntbarsche (Cichlidae), die in Flüssen, Seen und Lagunen von Senegal bis Kamerun, sowie im Kongobecken vorkommt.

## Merkmale
Tylochromis-Arten werden 13 bis über 40 cm lang, sehen sich alle recht ähnlich und erinnern in ihrer äußeren Gestalt an die nicht verwandten Meerbrassen (Sparidae). Merkmale, durch die die Gattung diagnostiziert werden kann, betreffen vor allem Skelett und Muskulatur des Kopfes. Außerdem sind sie die einzigen Buntbarsche, bei denen der untere Zweig der Seitenlinie viel weiter nach vorne reicht als der obere und sich auf der Schwanzflosse dreiteilt. Der erste der drei Afterflossenstacheln ist extrem kurz, die folgenden beiden sind gleich lang.
Alle Arten zeigen einen deutlichen Sexualdimorphismus. Geschlechtsreife Weibchen haben einen leuchtend roten Fleck an den unteren Kopfseiten, geschlechtsreife Männchen eine schwarz gestreifte Schwanzflosse. Bei den Männchen der meisten Tylochromis-Arten sind die Zähne der äußeren Zahnreihe vergrößert.

## Lebensweise
Tylochromis-Arten ernähren sich von bodenbewohnenden Wirbellosen und sind somit das ökologische Pendant der Gattungen Geophagus in Südamerika, Ptychochromis auf Madagaskar und Lethrinops im Malawisee. Sie leben im offenen Wasser größerer Flüsse und Seen, einige Arten auch Bächen, in überschwemmten Wäldern und in Stromschnellen. Wahrscheinlich sind alle Tylochromis-Arten Maulbrüter im weiblichen Geschlecht. Näheres zur Fortpflanzungsbiologie ist nicht bekannt.

## Systematik
Tylochromis ist die basale Schwestergattung aller anderen afrikanischen Buntbarsche (mit Ausnahme von Heterochromis).

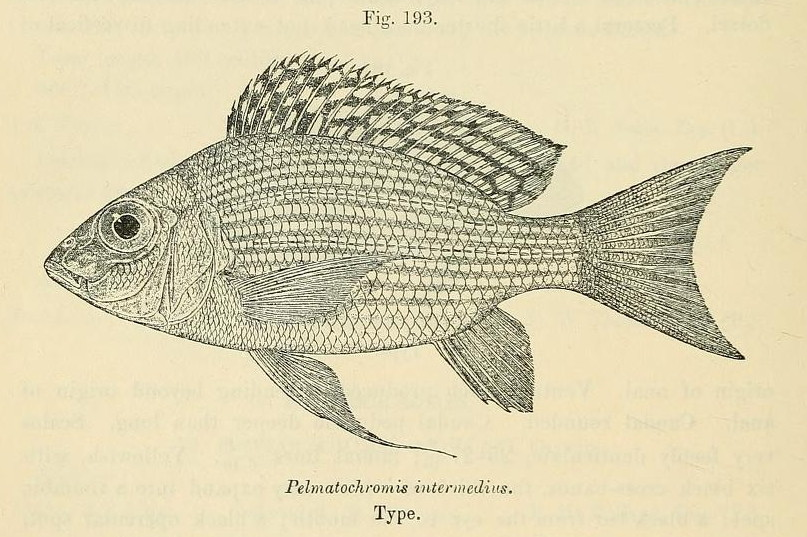
Tylochromis intermedius

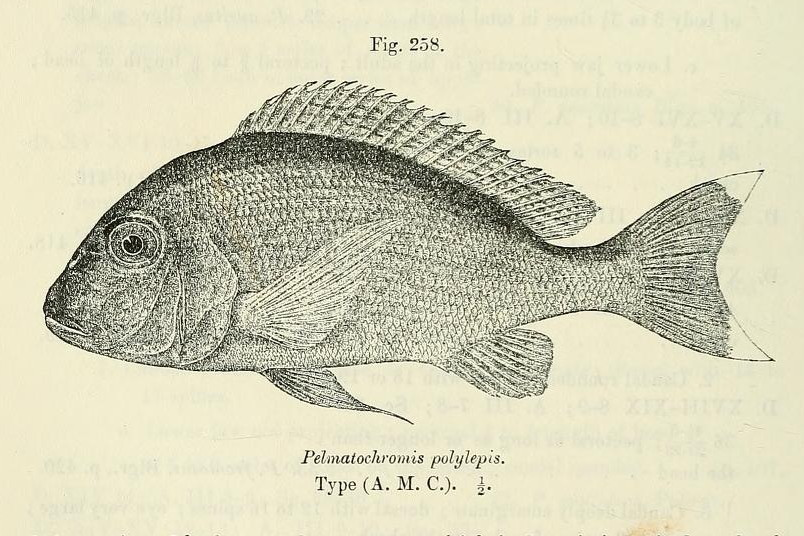
Tylochromis polylepis

Gegenwärtig werden 18 Tylochromis-Arten geführt.
- Tylochromis aristoma Stiassny, 1989
- Tylochromis bangwelensis Regan, 1920
- Tylochromis elongatus Stiassny, 1989
- Tylochromis intermedius (Boulenger, 1916)
- Tylochromis jentinki (Steindachner, 1894)
- Tylochromis labrodon Regan, 1920
- Tylochromis lateralis (Boulenger, 1898)
- Tylochromis leonensis Stiassny, 1989
- Tylochromis microdon Regan, 1920
- Tylochromis mylodon Regan, 1920
- Tylochromis polylepis (Boulenger, 1900)
- Tylochromis praecox Stiassny, 1989
- Tylochromis pulcher Stiassny, 1989
- Tylochromis regani Stiassny, 1989
- Tylochromis robertsi Stiassny, 1989
- Tylochromis sudanensis Daget, 1954
- Tylochromis trewavasae Stiassny, 1989
- Tylochromis variabilis Stiassny, 1989